# Giancarlo De Sisti
Giancarlo De Sisti (Róma, 1943. március 13. –) Európa-bajnok és világbajnoki ezüstérmes olasz labdarúgó, középpályás, edző.

## Pályafutása

### Klubcsapatban
1959-ben az AS Roma csapatában kezdte a labdarúgást, ahol 1960-ban mutatkozott be az első csapatban. A római csapattal 1964-ben olasz kupát nyert. 1965 és 1974 között a Fiorentina labdarúgója volt. 1966-ban az olasz kupát és a közép-európai kupát nyerte el a csapattal. Az 1968–69-es idényben bajnok lett a firenzei együttessel. 1974-ben visszatért az AS Roma csapatához, ahol 1979-ig játszott, amikor végleg befejezte az aktív labdarúgást.

### A válogatottban
1967 és 1972 között 29 alkalommal szerepelt az olasz válogatottban és négy gólt szerzett. 1968-ban Európa-bajnok lett a válogatottal. Tagja volt az 1970-es mexikói világbajnokságon ezüstérmet szerzett együttesnek.

### Edzőként
1981-ben egykori klubjánál, a Fiorentinánál lett vezetőedző és három idényen át dolgozott a csapatnál. Az 1986–87-es idényben az Udinese szakmai munkáját irányította. 1988-tól 1990-ig az olasz U18-as válogatott vezetőedzője volt. 1991-ben az olasz katonaválogatottnál tevékenykedett. Az 1991–92-es idényben az Ascoli vezetőedzője volt.

## Sikerei, díjai
Olaszország
- Világbajnokság
  - ezüstérmes: 1970, Mexikó
- Európa-bajnokság
  - aranyérmes: 1968, Olaszország

 AS Roma
- Olasz kupa (Coppa Italia)
  - győztes: 1964

 Fiorentina
- Olasz bajnokság (Serie A)
  - bajnok: 1968–69
- Olasz kupa (Coppa Italia)
  - győztes: 1966
- Közép-európai kupa
  - győztes: 1966